# Oskar Rumpel
Oskar Rumpel (* 4. Oktober 1872 in Kassel; † 24. April 1954 in Berlin) war ein deutscher Sanitätsoffizier. Er trug wesentlich zur Entwicklung des Fachs Urologie bei.

## Leben
1891 nahm Rumpel das Medizinstudium an der Kaiser-Wilhelms-Akademie für das militärärztliche Bildungswesen auf. 1892 im Pépinière-Corps Suevo-Borussia recipiert, klammerte er die Zweite Charge. 1896 wurde er an der Friedrich-Wilhelms-Universität zu Berlin zum Dr. med. promoviert. Anschließend wurde er als Militärarzt an das Neue Allgemeine Krankenhaus Eppendorf in Hamburg kommandiert. Beim dort tätigen Oberarzt Hermann Kümmell lernte er die Röntgendiagnostik kennen und erkannte die Bedeutung der Harnröhren- und Blasenspiegelung (Zystoskopie).
1903 kehrte er an die Kaiser-Wilhelms-Akademie zurück, 1905 folgte die Kommandierung an die Chirurgische Universitätsklinik in der Ziegelstraße. Dort war er Assistent von Ernst von Bergmann und August Bier. Er habilitierte sich 1908 für Chirurgie und wurde zum Privatdozenten ernannt. Ab 1913 avancierte er zum Oberstabsarzt und zum 2. dirigierenden Arzt in der Chirurgischen Klinik der Charité, wo er Deutschlands erste Abteilung für Urologie aufbaute. Im Ersten Weltkrieg leistete er Dienst als Beratender Chirurg des Deutschen Heeres.
1919 bis 1951 war er als Chefarzt an der Chirurgischen Abteilung des Paul-Gerhardt-Stifts in Berlin-Wedding tätig. Sie war eine der drei ersten urologischen Abteilungen in Berlin. 1921 erhielt er ein Extraordinariat. Die Berliner Chirurgische Gesellschaft wählte ihn zum Ehrenmitglied. Er war Autor und Herausgeber des Handbuchs für Urologie. Einen Rückblick auf sein Lebenswerk gibt der Tagungsbericht der Deutschen Gesellschaft für Urologie Die Chirurgie der Harnorgane. Sie erschien 1941 im Johann Ambrosius Barth Verlag.

## Veröffentlichungen
- Die Diagnose des Nierensteins mit Hilfe der neueren Untersuchungsmethoden. Archiv und Atlas der normalen und pathologischen Anatomie in typischen Röntgenbildern, 10; Fortschritte auf dem Gebiete der Röntgenstrahlen, Erg. H. 10 (1903).
- Geschwülste und entzündliche Erkrankungen der Knochen im Röntgenbild. Lucas Gräfe & Sillem, Hamburg 1908.
- Cystoskopie im Dienste der Chirurgie. 1909.
- Cystoscopy as adjuvant in surgery, with an atlas of cystoscopic views and concomitant text for physicians and students. Rebman, New York 1910.
- Die Gasphlegmone und ihre Behandlung. Barth, Leipzig 1917.
- Operationen an Harnblase, Harnröhre und männlichen Geschlechtsorganen, in: Bier, Braun, Kümmell: Chirurgische Operationslehre.
- Schussverletzung der Blase und der männlichen Geschlechtsorgane. 1922.
- Handbuch der ärztlichen Erfahrungen im Weltkrieg. Leipzig 1922.
- Die Operationen an der männlichen Harnröhre, in: Bier, Braun, Kümmell: Chirurgische Operationslehre. Barth, Leipzig 1934.
- Die Hydronephrose, in: Alexander von Lichtenberg, Friedrich Voelcker, Hans Wildbolz (Hrsg.): Handbuch der Urologie, S. 608–658.
- Die Chirurgie der Harnorgane. 1941.

## Herausgeber
- mit August Bier und Ferdinand Sauerbruch: Chirurgische Operationslehre, 6. Auflage. Barth, Leipzig 1933.